# Eads
Eads és una població dels Estats Units, seu del comtat de Kiowa, a l'estat de Colorado. Segons el cens del 2000 tenia 747 habitants.

## Demografia
Segons el cens del 2000, Eads tenia 747 habitants, 320 habitatges, i 193 famílies. La densitat de població era de 613,7 habitants per km².
Dels 320 habitatges en un 25,3% hi vivien nens de menys de 18 anys, en un 50% hi vivien parelles casades, en un 7,5% dones solteres, i en un 39,4% no eren unitats familiars. En el 35,6% dels habitatges hi vivien persones soles el 20,3% de les quals corresponia a persones de 65 anys o més que vivien soles. El nombre mitjà de persones vivint en cada habitatge era de 2,26 i el nombre mitjà de persones que vivien en cada família era de 2,93.
Per edats la població es repartia de la següent manera: un 23,4% tenia menys de 18 anys, un 7,5% entre 18 i 24, un 24,1% entre 25 i 44, un 23,2% de 45 a 60 i un 21,8% 65 anys o més.
L'edat mediana era de 41 anys. Per cada 100 dones de 18 o més anys hi havia 93,2 homes.
La renda mediana per habitatge era de 27.024 $ i la renda mediana per família de 35.625 $. Els homes tenien una renda mediana de 29.375 $ mentre que les dones 19.792 $. La renda per capita de la població era de 16.944 $. Entorn del 7% de les famílies i el 12% de la població estaven per davall del llindar de pobresa.

## Poblacions més properes
El següent diagrama mostra les poblacions més properes.